# 東京歯科大学短期大学
東京歯科大学短期大学（とうきょうしかだいがくたんきだいがく、英語: Tokyo Dental College Junior College）は、東京都千代田区三崎町2-9-18に本部を置く日本の私立大学。1949年創立、2017年大学設置。

## 概観

### 大学全体
- 東京都千代田区に所在する日本の私立短期大学で、設置主体は学校法人東京歯科大学[1]。
- 東京歯科大学水道橋キャンパスおよび東京歯科大学水道橋病院と同地に所在する。
- 2015年10月、文部科学省に設置の認可申請を行い、2016年8月31日付けで設置が認可された[注釈 1]。
- 2017年4月に開学。2020年3月の第1期卒業生は47人、同5月1日時点での学生総数153人（うち1年生54、2年生50、3年制49）。[注釈 2]
- 2020年度より専攻科1専攻を置く。

### 教育および研究
- 歯科衛生士の養成に特化した教育が行われている。
- 東京歯科大学水道橋病院、東京歯科大学千葉病院、東京歯科大学市川総合病院の3院を臨床実習の場として活用している。

### 学風および特色
- 短期大学名に「女子」の文字はないが、前身である専門学校が女子を対象としていたことから、短期大学も受け入れは女子のみである。また2017年度以降の日本で開学した最も新しい女子短期大学（女子大学）ということになる。

## 沿革
- 1949年
  - 学校創立。
- 1950年
  - 文部大臣（当時）から、歯科衛生士法第12条第1号による歯科衛生士学校として指定される。
- 1976年
  - 東京歯科大学歯科衛生士専門学校として認可される。
- 1989年
  - 東京歯科大学千葉校舎内に専門学校キャンパスを移転。
- 2004年
  - 3年制カリキュラムに移行する。
- 2016年
  - 8月31日 左記を以て文部科学省より短期大学の設置が認可される[注釈 3]。
- 2017年
  - 4月 東京歯科大学短期大学が開学[注釈 3]。
    - 歯科衛生学科 入学定員50名
- 2020年
  - 4月 専攻科の設置が認可され、以下の課程を設ける[注 1]。
    - 歯科衛生学専攻 入学定員10名

## 基礎データ

### 所在地
- 東京都千代田区三崎町2-9-18[1]

### 交通アクセス
- JR中央・総武緩行線水道橋駅下車。

### 象徴
- 校章は東京歯科大学のものと同じ。

## 教育および研究

### 組織

#### 学科
- 歯科衛生学科[注 2]

#### 専攻科
- 歯科衛生学専攻：大学改革支援・学位授与機構認定、入学定員10名（在籍者数11[注釈 2]）

#### 別科
- なし

##### 取得資格について
- 歯科衛生士国家試験受験資格が得られるようになっている。

#### 研究
- 『東京歯科大学短期大学と研究活動』[7]

## 対外関係

### 姉妹校
- 東京歯科大学